# Тюленье
Тюленье — озеро на северо-востоке Камчатского края.
Находится на территории Олюторского района Камчатского края в 8 км к юго-западу от устья реки Явынвиваям.
Является пресноводным озером Камчатки, его площадь составляет около 13,5 км², площадь водосбора 58,9 км².
Код водного объекта в государственном водном реестре — 19060000211120000000164.